# Virgen de Urgel
La Virgen de Urgel (Mare de Déu d'Urgell en catalán) es la advocación de la imagen de la virgen María venerada en la Catedral de Santa María de Urgel, sede del obispado de Urgel, en Seo de Urgel.
La imagen venerada en la seo urgelitana es una talla de madera policromada de estilo románico del siglo XIII. Es la imagen titular de la catedral y patrona de la ciudad Preside la catedral y está situada en el ábside del altar mayor.
La talla representa a la Virgen con el Niño sobre la falda, sentada en un trono; en la mano derecha lleva una flor de lis, frecuente símbolo mariano medieval. La Virgen de Urgel o Santa María de Urgel es también llamada popularmente Nuestra Señora de Andorra, ya que, según la leyenda, permaneció escondida en el principado durante la dominación sarracena. También se le llama la Magna Parens o Magna Domina Urgellitana.